# Kildare County FC
Kildare County FC este un club de fotbal din Comitatul Kildare, Irlanda.

## Lotul actual de jucători (2009-2010)
| Nr. |                   | Poziție | Jucător         |
| --- | ----------------- | ------- | --------------- |
|     | Republica Irlanda | P       | Darren Kelly    |
|     | Republica Irlanda | P       | Colin Cassidy   |
|     | Republica Irlanda | F       | Paul Mooney     |
|     | Republica Irlanda | F       | Liam Tieran     |
|     | Republica Irlanda | F       | Colin Murray    |
|     | Republica Irlanda | F       | David O'Connell |
|     | Republica Irlanda | F       | Dean Lawrence   |
|     | Republica Irlanda | F       | Colin Osbourne  |
|     | Ghana             | F       | Baba Issaka     |
|     | Republica Irlanda | F       | Daithi Garry    |
|     | Republica Irlanda | F       | Matty Byrne     |
|     | Republica Irlanda | M       | Cathal Brady    |
|     | Republica Irlanda | M       | Gavin Kinsella  |
|     | Republica Irlanda | M       | Craig Purcell   |

| Nr. |                   | Poziție | Jucător         |
| --- | ----------------- | ------- | --------------- |
|     | Republica Irlanda | M       | Davy Byrne      |
|     | Republica Irlanda | M       | Owen Kavanagh   |
|     | Republica Irlanda | M       | Orrin Farrell   |
|     | Republica Irlanda | M       | Paul Rigney     |
|     | Republica Irlanda | M       | Noel Byrne      |
|     | Republica Irlanda | M       | Darren O'Brien  |
|     | Republica Irlanda | M       | David Jackson   |
|     | Republica Irlanda | M       | Christy Doran   |
|     | Republica Irlanda | A       | Philip Hughes   |
|     | Republica Irlanda | A       | Paddy Mahon     |
|     | Republica Irlanda | A       | Dean Barrett    |
|     | Republica Irlanda | A       | Trevor Bowers   |
|     | Republica Irlanda | A       | David O'Riordan |
|     | Republica Irlanda | A       | Alan Lynch      |
|     | Republica Irlanda | A       | David Lee       |